# Lozon
Lozon ist eine Ortschaft und eine ehemalige französische Gemeinde mit 326 Einwohnern (Stand: 1. Januar 2022) im Département Manche in der Region Normandie. Sie gehörte zum Kanton Saint-Lô-1 und zum Arrondissement Saint-Lô.
Mit Wirkung vom 1. Januar 2016 wurden die früheren Gemeinden Marigny und Lozon zu einer Commune nouvelle mit dem Namen Marigny-Le-Lozon fusioniert und haben in der neuen Gemeinde den Status einer Commune déléguée. Der Verwaltungssitz befindet sich im Ort Marigny.

## Geographie
Der Ort liegt rund 15 Kilometer nordöstlich der Arrondissement-Hauptstadt Saint-Lô und ebenso weit nordöstlich von Coutances am linken Ufer des gleichnamigen Flusses Lozon.
Das Gebiet liegt am Südrand des Regionalen Naturparks Marais du Cotentin et du Bessin.

## Bevölkerungsentwicklung
| Jahr      | 1968 | 1975 | 1982 | 1990 | 1999 | 2006 |
| Einwohner | 335  | 292  | 285  | 292  | 311  | 308  |

## Sehenswürdigkeiten
- Manoir d’Hubertant, Herrenhaus aus dem 15. /16. Jahrhundert – Monument historique[2]
- Kirche von Lozon